# Futurobiologie
La futurobiologie est la prospective scientifique de la vie future, telle qu'elle pourrait exister sur la planète Terre dans les millions d'années à venir.
C'est une science biologique spéculative, faisant partie de la futurologie. La principale charnière de cette science est la disparition ou non de l'espèce humaine, et dans ce dernier cas, l'étude des évolutions humaines possibles. C'est une science qui repose ainsi en grande partie sur une uchronie posée à la base. Aussi, chaque scénario se rapproche ainsi plus d'une fiction-science qu'une science-fiction dans la mesure où on utilise la science de manière sérieuse et réaliste afin de créer une histoire faisable, certes imaginaire mais plausible.
Toutes ces études prennent en compte, à long terme, la lente augmentation de la puissance du Soleil, d'environ 1 % tous les 100 millions d'années. Ce qui amènera le déclin de la vie pluricellulaire dans au-delà de 500 à 800 millions d'années après aujourd'hui ; et la fin progressive de l'habitabilité de la Terre dans plus d'un milliard d'années, par le passage progressif du climat terrestre vers un climat de type vénusien. En parallèle, elles suivent l'évolution des différents aspects et constituant de la terre suivant les contraintes et caractéristique posées au départ.

## Sciences utilisées
On y utilise de nombreuses sciences, dont :
- Géologie (tectonique des plaques en particulier).
- Climatologie
- Écologie (les écosystèmes)
- Biologie (zoologie animal ou flore; dans ce cas, on parle de Zoologie ou biologie spéculative)
- Simulations informatiques : température, teneur en oxygène de l'atmosphère...
- Sociologie